# 白彥敬
白彥敬（？—1169年），本名白遙設，是部羅火部族人。開始他名叫白彥恭，因避諱顯宗名允恭，而改為白彥敬。他的祖父是白屋僕根。父親是白阿斯，在遼國做率府率。
白彥敬擅長騎射，他起家為官吏，為補元帥府令史。金朝攻打宋朝，白彥敬為錢帛司都管勾。金設立三省，白彥敬升為尚書省令史，授予都元帥府知事。白彥敬招諭各部，被授給金牌，他行走數千里，功績顯著，破格升為兵部郎中。金熙宗廢除統軍司而改設招討司，派遣白彥敬指揮同僚部屬去收回以前的牌印，曉諭各部歸屬招討司。其後白彥敬任招討侍郎，升為大理卿，其後出任通州防禦使，改為刑部侍郎。有人告發開府慎思與西北路部族謀反，白彥敬經審訊後得到他們的口供，海陵王因此讚揚他。後升簽書樞密院事，派往邊疆靈活處置戰事。
正隆六年（1161年），金朝調集各路軍隊攻打宋朝，又調集老百姓的馬匹，派白彥敬掌管會寧、蒲與、胡里改三路事。他改任吏部尚書、充南征萬戶，升為樞密副使。契丹人撒八反叛，樞密使僕散忽土等因為沒有功勞被連坐被殺。任白彥敬為北面行營都統，與副統紇石烈志寧前往靈活處理亂事，賞賜他禦服皮襖。白彥敬到了北京，聽說南征各軍逃回來的兵都跑到東京，想擁戴完顏雍為皇帝。白彥敬與紇石烈志寧商議，暗地里聯同會寧尹完顏蒲速賚、利步軍節度使獨吉義共同圖謀此事。
完顏雍即位後，派石抹移迭、移剌曷補等九人去招降白彥敬、紇石烈志寧。白彥敬拒降，要石抹移迭跪下。石抹移迭不跪，白彥敬全部殺死他們。等到完顏謀衍率軍隊攻打北京時，白彥敬派偏將率兵在建州境內抵抗，然而獨吉義首先歸順完顏雍，蒲速賚稱病不到。完顏雍秘密派人乘著黑夜潛入北京張貼告示，重金收買官吏。白彥敬、紇石烈志寧恐怕被人圖謀，於是投降完顏雍。白彥敬被任命為曷速館節度使。沒過幾個月，白彥敬被召為御史大夫。
移剌窩斡冒用皇帝的尊號。各路軍軍馬都很瘦弱，便派遣白彥敬到西北路招討司買馬，買到六千多匹。移剌窩斡被打敗，逃到西邊的山後。完顏思敬帶領換上新買的三千匹戰馬軍隊準備追擊移剌窩斡。白彥敬在西夏與金輔朝兩國邊界間防守。移剌窩斡被平定後，白彥敬被召回升為兵部尚書，其後出任鳳翔尹，改任太原尹，兼河北東路兵馬總管，不久改任河中尹。大定九年（1169年），白彥敬死於任上。

## 延伸阅读
[在维基数据编辑]
 《金史·卷84》，出自脱脱《遼史》